# Chambre sociale de la Cour de cassation française
La chambre sociale de la Cour de cassation française est la formation de cette juridiction consacrée au droit du travail et aux affaires sociales.
Le droit de la sécurité sociale ne relève pas de cette chambre et est traité par la Deuxième chambre civile.

## Compétence
Les principales attributions de la chambre sociale sont les suivantes :
- Droits et obligations des parties au contrat de travail.
- Rupture du contrat de travail dont licenciement économique et disciplinaire.
- Relations collectives du travail.
- Élections en matière sociale et professionnelle, internes à l’entreprise.
- Représentation du personnel et protection des représentants du personnel.
- Entreprises à statut.
- Droit de l’emploi et de la formation.
- Situation économique et droit de l’emploi (notamment licenciement économique).
- Interférence du droit commercial et du droit du travail.
- Droit communautaire du travail.

## Photographies

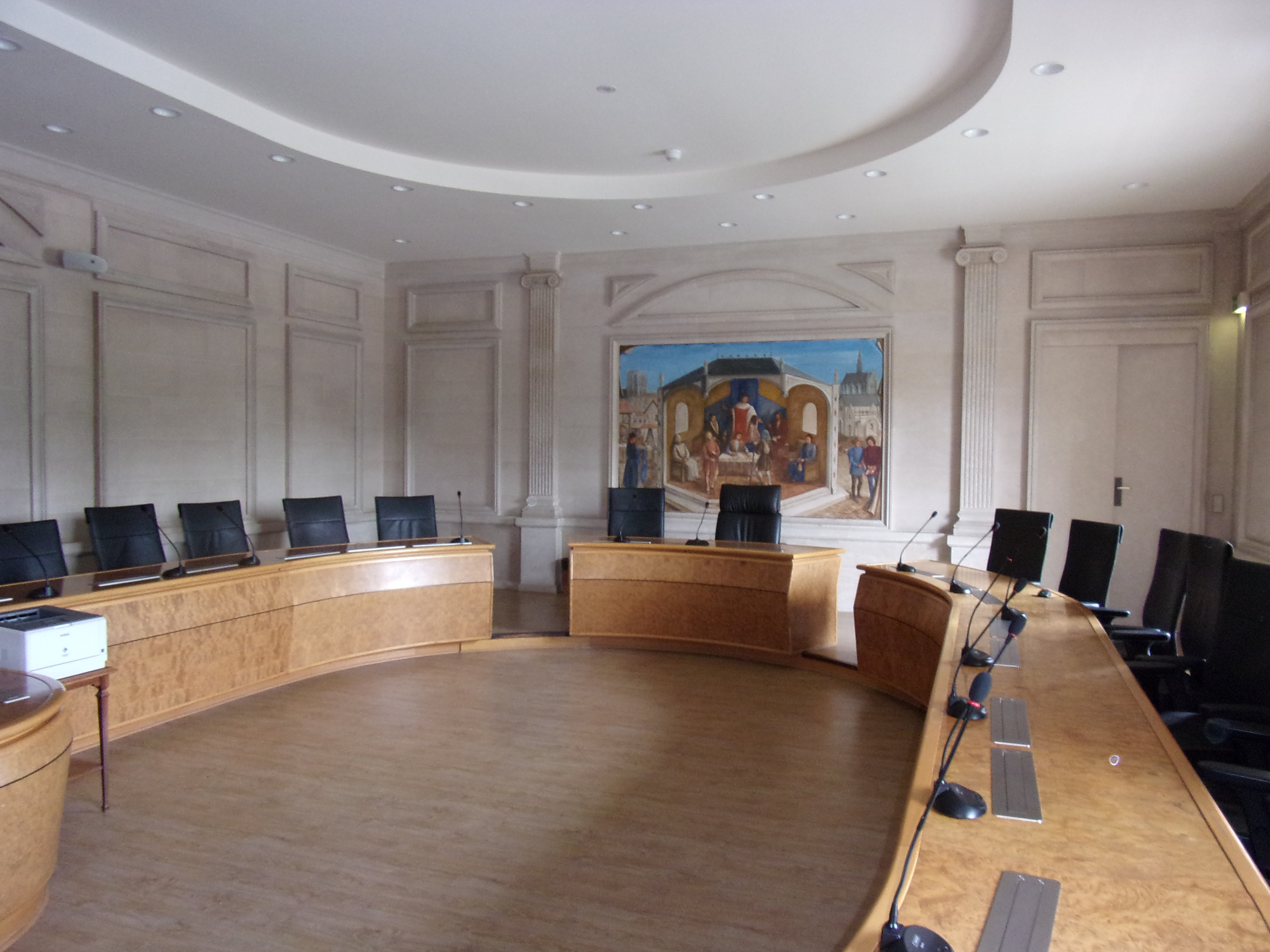
Salle d'audience vue depuis l’entrée du public.
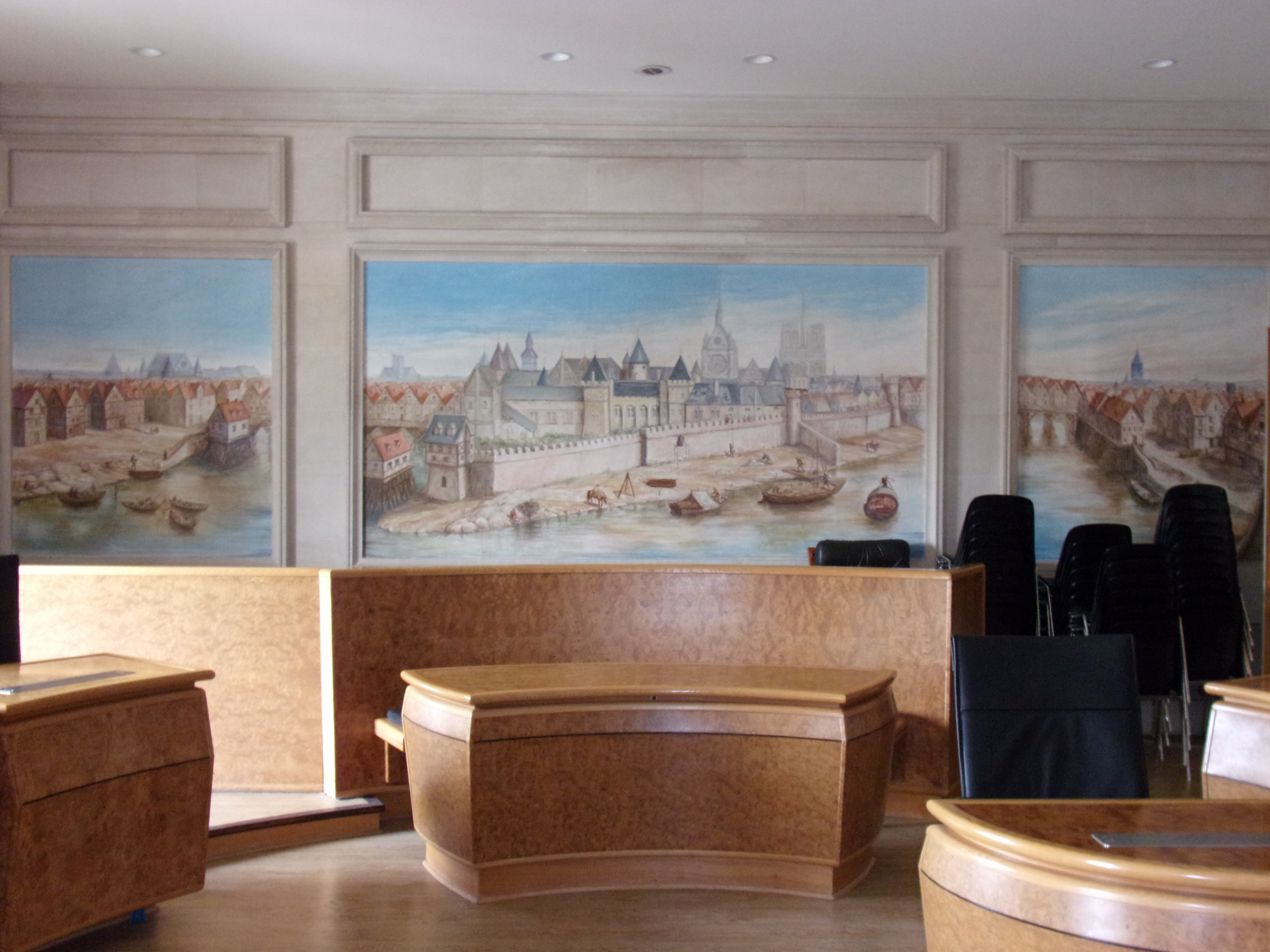
Fond de la salle d'audience vu depuis l’estrade présidentielle.
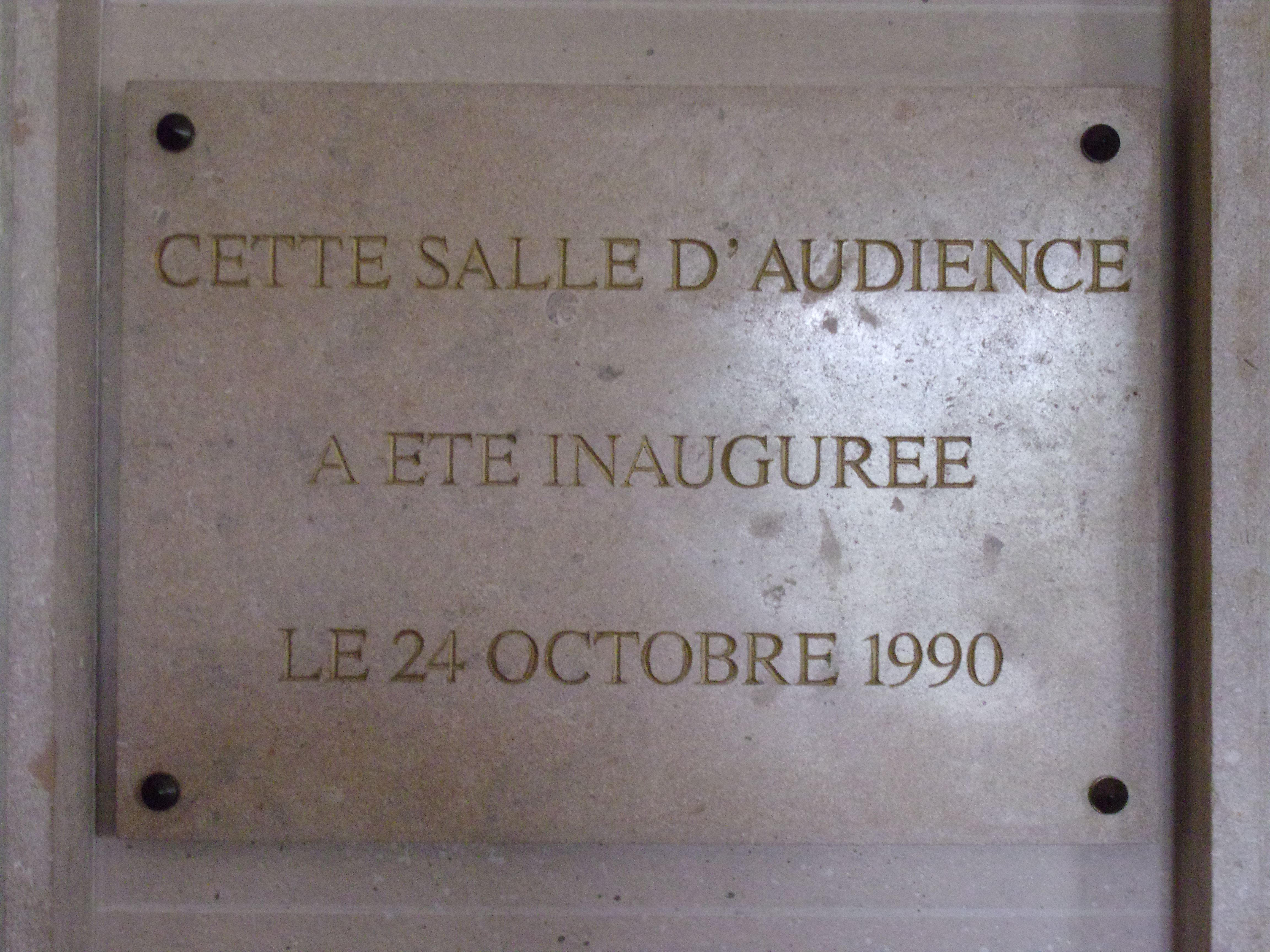
Panneau indiquant la date d'inauguration de la salle d'audience.